# باشگاه فوتبال روکسام
باشگاه فوتبال وروکسهم (به انگلیسی: Wroxham Football Club) یک باشگاه فوتبال در شهر وروکسهم، کشور انگلستان است که در سال ۱۸۹۲ میلادی تأسیس شده‌است.